# Nyhamn, Skellefteå kommun
Nyhamn är en småort i Skellefteå kommun, Västerbottens län belägen vid kusten sydost om Skellefteå i Skellefteå socken.